# João Serrão
João Serrão, referido em espanhol como Juan Serrano (Portugal - Cebu, 1521), foi um navegador português do século XVI que em 1519 navegou ao serviço da coroa espanhola na frota de Fernão de Magalhães, na primeira circum-navegação. 
Em 1502, foi capitão de uma caravela na 4ª Armada da Índia de Vasco da Gama.
De novo, em 1505, na 7ª Armada da Índia, João Serrão aparece como capitão da nau Botafogo, de 400 tonéis. Nesta viagem, Serrão seria designado para permanecer na Índia. Sabe-se que o irmão de Serrão, Francisco Serrão, e o provável primo deles, o jovem Fernão de Magalhães, foram para a Índia com esta frota, embora sem saber em que navio.
Por fim, em 1514, João Serrão faz parte da Armada da Índia de 1514,e sai de Lisboa comandante de uma das naus a 27 de março.
De origem portuguesa, Serrão seria irmão de Francisco Serrão, que chegara às "Ilhas das Especiarias" (ilhas Molucas) em 1521 e aí se fixaram, e que Magalhães esperava encontrar (ambos morreram antes que isso ocorresse).
Fez parte da Armada de Fernão Magalhães de circum-navegação do globo terrestre.
Ele era o capitão da nau Santiago , o navio de menor tonelagem da expedição que deixou Sevilha. Em 1520 , enquanto o resto dos navios eram consertados no porto de San Julián, na atual Patagónia Argentina , ele foi enviado por Magalhães para fazer um reconhecimento da costa ao sul. Serrano descobriu a baía onde desagua o rio Santa Cruz , onde passou seis dias se abastecendo. Em 20 de maio o Santiago deixou Santa Cruz, e no dia seguinte o navio foi envolvido em uma tempestade que piorou durante a noite. No dia 22, a tempestade empurrou o barco contra a costa, ficando à mercê da tempestade. A tripulação juntamente com Serrão, com exceção de um escravo conseguiram-se salvar. Serrão mandou dois marinheiros de volta por terra ao porto de San Julián para avisar sobre o naufrágio enquanto eles resgatavam tudo que podiam do navio.
Capitão da nau Santiago, Serrão foi envolvido nos acontecimentos que levaram ao massacre em Cebu, supostamente instigados por Henrique de Malaca, mencionado no testemunho de Antonio Pigafetta.